# Ernesto Sandroni

Ernesto Sandroni (né le 27 février 1920 à Gênes et mort le 7 décembre 1979 à Mondovi) était un footballeur italien évoluant au poste de milieu de terrain.

## Carrière
Originaire de Ligurie, ce milieu de terrain a joué dans de nombreux clubs de la péninsule italienne, faisant notamment deux courts passages à l'AC Milan et à la Lazio de Rome. Il a néanmoins effectué une bonne partie de sa carrière sous les couleurs de Vicence. En 1951, il s'exile en France et évolue pendant une saison au Stade rennais avant de prendre sa retraite sportive.

## Sources
- (it) Cet article est partiellement ou en totalité issu de l’article de Wikipédia en italien intitulé « Ernesto Sandroni » (voir la liste des auteurs).